# Vladimír Kobielsky
Vladimír Kobielsky, właśc. Vladimír Kobielský (ur. 26 lipca 1976 we Vranovie nad Topľou) – słowacki aktor teatralny, dubbingowy i filmowy. W 1998 roku został laureatem nagród DOSKY jako objawienie sezonu (za udział w sztuce Na koho to slovo padne).

## Filmografia (wybór)
- 1997: Zlatá podkova, zlaté pero, zlatý vlas
- 1998: Kovladov dar
- 2001: Kováč Juraj
- 2004: O dve slabiky pozadu
- 2008–2014: Panelák (Jakub Švehla)
- 2011–2012: Dr. Ludsky
- 2014–2017: Búrlivé víno
- 2018–teraz: Oteckovia (Marek Bobula)